# Hauer
Hauer, ou Vila Hauer por motivos históricos, é um bairro da cidade brasileira de Curitiba, capital do Paraná, situado na região sudeste da cidade.

## Histórico
Na década de 1890, o imigrante alemão Robert Hauer, que chegou ao Brasil em 1863 com os seus pais Anton Hauer e Francisca Teichmann e irmãos e em 1876 inaugurou um dos maiores armazéns da cidade e uma empresa de aluguel de carruagem, comprou uma fazenda de 500 alqueires na região onde encontra-se o atual bairro. Após a sua morte, a fazenda foi partilhada entre os seus filhos, que a partir da década de 1940 passaram a vender pequenos lotes de terra. Com estas vendas, ocorreu a urbanização da região e o local transformou-se numa vila denominada de "Vila Hauer", em homenagem a família de Robert Hauer. Em 1975, o bairro perdeu a "vila" em sua denominação..

## Pontos de referências
O bairro é cortado por uma das principais avenidas de Curitiba, a Avenida Marechal Floriano Peixoto, e o Bosque Reinhard Maack é um dos principais pontos públicos da região.